# Persone
Persone är ett rockband som kom till i samband med den första Kultura Esperanto-Festivalo 1986. Bandets medlemmar bor inte längre alla i Stockholm så bandet är inte aktivt. Den första kassetten heter "62 minutoj". Därefter har flera CD-skrivor med Persones musik utkommit. De sjunger endast på esperanto.

## Diskografi
- 1987 - 62 minutoj
- 1991 - En la spegulo
- 1996 - Povus esti simple
- 1998 - ...sed estas ne
- 2002 - Sen